# Helicopter Wing Karup
Helicopter Wing Karup (HW KAR) er en wing placeret på Flyvestation Karup i Midtjylland. Alle flyvevåbnets helikoptere er underlagt wingen i eskadrillerne 722, 723 og 724. Derudover er Flyveskolen, samt brand og redning underlagt HW KAR.